# Peter Quennell

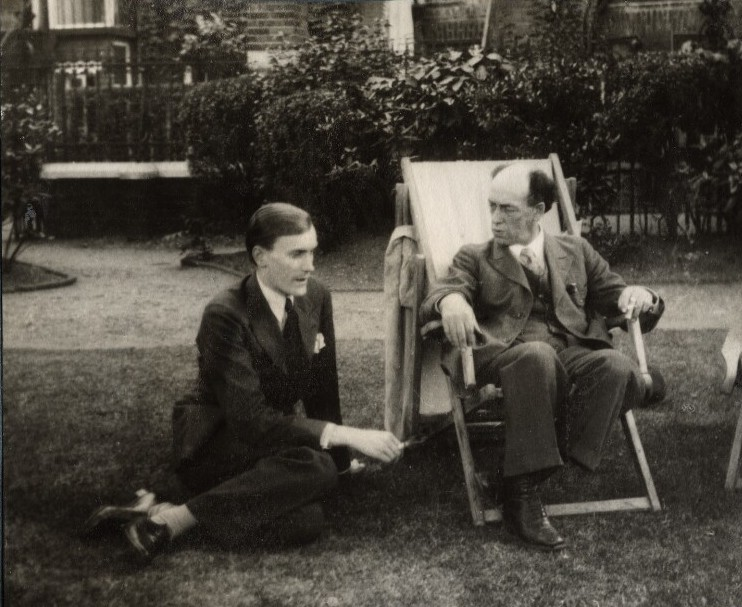
Peter Quennell (links) mit dem Schriftsteller James Stephens (1929)

Peter Quennell (* 9. März 1905 in Bickley, London; † 27. Oktober 1993 in London) war ein Schriftsteller, der neben Lyrik vor allem Biographien schrieb. Schon als Schüler an der Berkhamstead Grammar School wurden Gedichte von ihm von Richard Hughes in dem von P.H.B. Lyon herausgegebenen Sammelband Public School Verse 1919–1920 aufgenommen. Edward Marsh nahm Gedichte von ihm in die Sammlung Georgian Poetry 1920–1922 auf.